# Alfons VI
Alfons VI Mężny (Dzielny, Odważny), jęz. hiszp. Alfonso VI el Bravo (ur. w czerwcu 1040, zm. 1 lipca 1109) – król Leonu 1065–1072 i 1072-1109, król Kastylii i Galicii 1072–1109.

## Życiorys
Drugi syn króla Kastylii i Leonu Ferdynanda I Wielkiego i Sanczy, córki Alfonsa V, króla Leonu.
Ojciec Alfonsa VI był pierwszym królem Kastylii, za jego panowania Kastylia w unii z Leonem osiągnęła dominującą pozycję wśród chrześcijańskich królestw Półwyspu Iberyjskiego.
Po śmierci Ferdynanda I Wielkiego (27 grudnia 1065) jego królestwo uległo podziałowi: najstarszy syn Sancho został królem Kastylii i otrzymał zwierzchność nad muzułmańskim królestwem (taifa) Saragossy, Alfons został królem Leonu i trzymał kontrolę nad taifatem Toledo, a najmłodszy z braci Garcia otrzymał nowo utworzone królestwo Galicii oraz dzierżył zwierzchność nad taifatami Sewilli i Badajoz, córka Urraka otrzymała miasto Zamorę, druga córka Elwira władała miastem Toro.
Sancho II postanowił podporządkować sobie pozostałe rodzeństwo. W 1068 wojska Sancha II, dowodzone przez sławnego Cyda, królewskiego chorążego, pokonały wojska Alfonsa w bitwie pod Llantadillą, po kolejnej przegranej bitwie pod Golpejera (1072) Alfons opuścił Leon i schronił się w muzułmańskim Toledo. Sancho II zajął królestwo Leonu i w 1072 ogłosił się jego królem. Po wygnaniu Alfonsa, Sancho pokonał najmłodszego z braci, Garcię, zajmując królestwo Galicii. Alfons z pomocą muzułmanów zajął Zamorrę, gdzie rezydowała królewska siostra Urraka. Udał się tam Sancho i obległ miasto. Podczas oblężenia, w niewyjaśnionych do końca okolicznościach, w październiku 1072 Sancho II został zamordowany. O przygotowanie zamachu powszechnie oskarżano Urrakę, a także Alfonsa, który po śmierci Sancha II przejął władzę w Kastylii i Leonie. Alfonsowi udało się zająć także królestwo Galicii, którą nieskutecznie próbował odzyskać Garcia. W 1073 Garcia, zwabiony przez Alfonsa, wrócił do Galicii, ale wnet dostał się do niewoli Alfonsa, w której przebywał resztę życia, aż do swej śmierci w 1090.
Po śmierci braci Alfons został niekwestionowanym władcą trzech królestw, które na powrót zjednoczył: Leonu, Kastylii i Galicii.
Władając tak rozległym obszarem Alfons postanowił umocnić swą pozycję pośród innych chrześcijańskich władców półwyspu Pirenejskiego. W 1076 Alfons najechał ziemie królestwa Nawarry, zajęte naonczas przez króla Aragonii Sancho I Ramireza, który zajął Nawarrę po zabójstwie tamtejszego króla Sancho IV. Królowi Aragonii udało się utrzymać tytuł króla Nawarry i większość część kraju, jednak musiał oddać Alfonsowi prowincje La Rioja, Logrono i Calahora.
Umocniwszy się na tronie król zwołał synod, którego postanowienia zreformowały organizację kościoła kastylijskiego i zmienił liturgię kościelną. Odtąd kler niezmiennie popierał króla, co znalazło odzwierciedlenie we wskrzeszeniu idei rekonkwisty. Król Alfons VI utrzymywał bliskie kontakty z królestwem Francji, skąd pochodziła większość jego żon. Do królestwa kastylijskiego przybywało wielu duchownych francuskich, osiedlali tu się także rycerze francuscy lub burgundzcy. Jednym z nich był Henryk, najmłodszy syn księcia Burgundii, który poślubił pochodzącą z nieprawego łoża córkę Alfonsa. Z Francji, z opactwa w Cluny, pochodził także arcybiskup Toledo Bernard de Sedirac, który został nim w 1086 roku. Dzięki królowi Alfonsowi zostały wznowione, słynące na całą Europę, pielgrzymki do sanktuarium św. Jakuba w Santiago de Compostela.
Po tych sukcesach Alfons VI na nowo podjął rekonkwistę, która całkiem zamarła od czasów panowania potężnego Almanzora. Na początku działań podjętych przeciwko muzułmanom król Alfons odniósł spektakularny sukces. Król nakłonił władcę taifatu Toledo, swego muzułmańskiego wasala, do oddania w maju 1085 miasta, będącego dawną wizygocką stolicą. Po uroczystym wkroczeniu do miasta król Alfons przyjął tytuł „władcy dwóch religii” oraz „imperatora całej Hiszpanii”. Następnie Alfons ponownie erygował w Toledo biskupstwo i przeniósł tam swoją stolicę. Po zajęciu Toledo król podjął akcję repoblacji terenów położonych między rzeką Duero a górami Kordyliery Centralnej, nazwanych później Extremadura, jak również prowadził podbój obszarów położonych wzdłuż rzeki Tag. Następnie Alfons osadził w emiracie Walencji swego muzułmańskiego sojusznika i rozpoczął oblężenie Saragossy, gdzie tymczasem osiadł wygnany na banicję dawny królewski rycerz Cyd. Oblężenie nie powiodło się, królewska armia po kilku tygodniach odstąpiła od miasta zmuszona do walki z nowym wrogiem.
Działania Alfonsa VI wywołały reakcję, która doprowadziła do zniweczenia jego sukcesów. Władcy słabych muzułmańskich taifatów na czele z emirem Kordoby, zagrożeni ekspansją Alfonsa, wezwali na pomoc swych pobratymców, Almorawidów, którzy do tej pory podbili część północnej Afryki. Znani z religijnego fanatyzmu Almorawidzi pod wodzą Jusufa ibn Taszfina zjawili się w Hiszpanii w 1086 roku i połączywszy swe siły z wojskami lokalnych władców muzułmańskich zadali druzgocącą klęskę wojskom Alfonsa VI w bitwie pod Zalakką (inna nazwa – bitwa pod Sagrajas). Almorawidzi, zgodnie z porozumieniem zawartym ze swymi muzułmańskimi sojusznikami, cofnęli się do Afryki, lecz już w 1089/1090 powrócili, by rozpocząć trwały podbój taifatów, m.in. Grenady, Sewilli i Badajoz. W roku 1108 po raz kolejny doszło do wojny Leonu i Kastylii przeciwko Almorawidom, którzy ponownie pokonali Alfonsa w bitwie pod Ucles, gdzie zginął jedyny syn króla Alfonsa, Sancho. 
Po przegranych z Almorawidami kampaniach oraz po śmierci Alfonsa VI nastąpił upadek znaczenia Kastylii i Leonu, a inicjatywa w prowadzeniu rekonkwisty na długie lata przeszła do królestwa Aragonii.
Król Alfons VI zmarł 1 lipca 1109 w Toledo. Został pochowany w klasztorze w Sahagún.

## Rodzina
- Pierwsza żoną króla została Agnieszka, córka księcia Akwitanii Wilhelma VIII i jego pierwszej małżonki, która zmarła w 1078.
- Drugą żoną została Konstancja, poślubiona 1081 córka księcia Burgundii Roberta I (syna króla Francji Roberta II), a zarazem siostrzenica Hugona, opata Cluny. Konstancja zmarła w 1093. Ich córką była Urraka, następczyni króla Alfonsa VI na tronie Kastylii i Leonu.
- Po śmierci Konstancji król związał się ze swoją nałożnicą Zaidą, będącą córką muzułmańskiego władcy Sewilli, nie jest wykluczone, że król zawarł z nią związek małżeński. Zaida została matką jedynego królewskiego syna, Sancha, który jednak zginął we wspomnianej wyżej bitwie pod Ucles.
- Kolejną żoną była Berta, której pochodzenie nie jest do końca wyjaśnione. Przyjmuje się, że mogła być córką hrabiego Burgundii Wilhelma I lub hrabiego Sabaudii Amadeusza II. Ślub miał miejsce w grudniu 1094 lub na początku 1095, Berta zmarła w 1099.
- Następną żoną została Izabela (Elżbieta), której pochodzenie nie jest znane. Z Izabelą król Alfons miał córki Sanczę i Elwirę, druga z nich poślubiła króla Sycylii Rogera II. Izabela zmarła po 1107 roku. Niektórzy badacze identyfikują Izabelę z muzułmanką Zaidą.
- Możliwe, że król miał jeszcze jedną żonę, Beatrycze, którą uważa się za córkę Wilhelma VIII z Akwitanii (był on także ojcem pierwszej żony króla).
- Alfons VI miał także dwie córki z nieprawego łoża - Elwirę i Teresę, druga z nich została żoną Henryka z Burgundii. W 1093 król mianował zięcia hrabią Portugalii, a trzy lata później oddał mu w lenno ziemie hrabstwo, co Henryk wykorzystał w 1099, ogłaszając się władcą niezależnym od Alfonsa VI - dało to początek niepodległej Portugalii.

## W kulturze
Już w średniowieczu, Alfons był częstym bohaterem pieśni i legend czasów rekonkwisty.

### Filmy i seriale
- W amerykańskim filmie z 1961 El Cid, w rolę Alfonsa wcielił się John Fraser[3].
- W hiszpańskim serialu z 2017 El final del camino Alfonsa sportretował Asier Etxeandia[4].
- Postać Alfonsa pojawia się również w hiszpańskim serialu El Cid produkowanym w latach 2020-2021. Zagrał go tam Jaime Olías[5].

### Gry wideo
W serii gier wideo Crusader Kings jednym z grywalnych władców jest Alfonso VI 'the Brave' Jimena, przedstawiony jako król Leonu.